# فرودگاه شهرستان هیوستن (تگزاس)
فرودگاه شهرستان هیوستن (تگزاس) (به انگلیسی: Houston County Airport (Texas)) یک فرودگاه همگانی بهره‌برداری هوایی است که یک باند فرود آسفالت دارد و طول باند آن ۱۲۱۹ متر است. این فرودگاه در شهر کراکت، تگزاس کشور ایالات متحده آمریکا قرار دارد و در ارتفاع ۱۰۶ متری از سطح دریا واقع شده‌است.